# Simone Ponzi
Pour les articles homonymes, voir Ponzi (homonymie).
Simone Ponzi  (né le 17 janvier 1987, à Manerbio dans la province de Brescia en Lombardie) est un coureur cycliste italien. Il devient professionnel en 2009 dans l'équipe Lampre, dans laquelle il est mêlé à l'affaire Mantoue.

## Biographie
Fin 2015, il signe un contrat avec l'équipe continentale professionnelle polonaise CCC Sprandi Polkowice.

## Palmarès et classements mondiaux

### Palmarès amateur
- 2004
  - Tre Ciclistica Bresciana
- 2006
  - Tour d'Émilie amateurs
- 2007
  -  Champion d'Italie sur route espoirs
  - Trofeo Zssdi
  - Trofeo Franco Balestra
  - Mémorial Luigino Maccarinelli
  - Trofeo Sportivi di Briga
  - Gran Premio Confezioni Santini Ardelio
  - Mémorial Guido Zamperioli
  - 2e du Trophée Mario Zanchi
  - 2e du Mémorial Angelo Fumagalli
  - 3e du Gran Premio Inda
- 2008
  - Medaglia d'Oro Consorzio Marmisti Valpantena
  - Giro del Casentino (avec Pierpaolo De Negri[n 5])
  - 6e étape du Tour de la Vallée d'Aoste
  - Medaglia d'Oro Fiera di Sommacampagna
  - Giro del Canavese
  - 2e du Trophée Matteotti espoirs
  -  Médaillé d'argent du championnat du monde sur route espoirs

### Palmarès professionnel
| - 2011 - Grand Prix Kranj - Grand Prix Nobili Rubinetterie Coppa Papa Carlo - 2e du Trofeo Laigueglia - 2e de la Coppa Agostoni - 2e du Gran Premio Industria e Commercio Artigianato Carnaghese - 2e du Tour de Romagne et Coppa Placci - 3e du championnat d'Italie sur route - 4e de la Vattenfall Cyclassics - 7e du Grand Prix cycliste de Québec - 2012 - 1re étape du Tour de Slovénie - 2013 - 1re étape du Tour de Burgos - Trittico Lombardo - 2e de la Coppa Agostoni - 2e du Grand Prix cycliste de Montréal - 3e du Grand Prix Nobili Rubinetterie | - 2014 - Grand Prix de la côte étrusque - À travers Drenthe - Grand Prix Nobili Rubinetterie - Trittico Lombardo - 3e de la Coppa Bernocchi - 3e de la Coppa Agostoni - 2015 - 2e du Grand Prix Nobili Rubinetterie - 2e du Grand Prix Ouest-France de Plouay |  |

### Résultats sur les grands tours

#### Tour d'Italie
3 participations :
- 2012 : 88e
- 2014 : 106e
- 2017 : 126e

### Classements mondiaux
| Année           | 2006 | 2007 | 2008 | 2009 | 2010 | 2011 | 2012 | 2013 | 2014 |
| --------------- | ---- | ---- | ---- | ---- | ---- | ---- | ---- | ---- | ---- |
| UCI World Tour  |      |      |      |      |      | 80e  | nc   | 75e  |      |
| UCI Europe Tour | 897e | 64e  | 73e  |      |      |      |      |      | 8e   |

## Distinctions
- Oscar TuttoBici des moins de 23 ans : 2007